# Lafitte (Luisiana)
Lafitte es un lugar designado por el censo ubicado en la parroquia de Jefferson en el estado estadounidense de Luisiana. En el Censo de 2010 tenía una población de 972 habitantes y una densidad poblacional de 58,57 personas por km².

## Geografía
Lafitte se encuentra ubicado en las coordenadas 29°42′39″N 90°5′48″O / 29.71083, -90.09667. Según la Oficina del Censo de los Estados Unidos, Lafitte tiene una superficie total de 16.6 km², de la cual 12.52 km² corresponden a tierra firme y (24.56%) 4.08 km² es agua.

## Demografía
Según el censo de 2010, había 972 personas residiendo en Lafitte. La densidad de población era de 58,57 hab./km². De los 972 habitantes, Lafitte estaba compuesto por el 93.52% blancos, el 1.23% eran afroamericanos, el 2.26% eran amerindios, el 0.93% eran asiáticos, el 0% eran isleños del Pacífico, el 0.51% eran de otras razas y el 1.54% pertenecían a dos o más razas. Del total de la población el 2.37% eran hispanos o latinos de cualquier raza.